# 323
323 (CCCXXIII) var ett normalår som började en tisdag i den julianska kalendern.

## Händelser

### September
- 18 september – Konstantin den store besegrar Licinius i det avgörande slaget vid Chrysopolis, vilket ger Konstantin ensam kontroll och makt över Romarriket.

### Okänt datum
- Kejsar Konstantin den store besegrar sarmaterna och antar titeln Sarmaticus Maximus.
- Jin Mingdi efterträder Jin Yuandi som kejsare av Kina.

## Avlidna
- Jin Yuandi, kejsare av Kina